# Katastrofa górnicza w kopalni w Benxi
Katastrofa górnicza w kopalni w Benxi – największa w historii katastrofa górnicza, do której doszło 26 kwietnia 1942 r. w kopalni węgla i rudy żelaza Benxihu w Benxi w prowincji Liaoning; w wyniku eksplozji pyłu węglowego i gazu zginęło 1549 górników (34% załogi), a 246 zostało rannych. Duża liczba ofiar wynikała m.in. z faktu, że kopalnia pracowała pod nadzorem okupujących Mandżurię Japończyków (okres II wojny światowej) i była zamkniętym obozem pracy przymusowej, w związku z czym nie przestrzegano w niej zasad bezpieczeństwa, a zaraz po eksplozji Japończycy odcięli dopływ powietrza do kopalni (uszczelniając wejście do szybu i wyłączając wentylację), by szybciej ugasić ogień. W efekcie wielu rannych lub nieposzkodowanych udusiło się podczas prób opuszczenia kopalni. Wydobyte zwłoki ofiar pochowano w zbiorowym grobie.